# Liste der Monuments historiques in Nançois-le-Grand
Die Liste der Monuments historiques in Nançois-le-Grand führt die Monuments historiques in der französischen Gemeinde Nançois-le-Grand auf.

## Liste der Objekte
| Bezeichnung                                                                 | Beschreibung               | Standort                     | Kennzeichnung | Schutzstatus | Datum | Bild |
| --------------------------------------------------------------------------- | -------------------------- | ---------------------------- | ------------- | ------------ | ----- | ---- |
| Erinnerungstafel an eine wohltätige Stiftung durch Claude Françoise Laurent | Kalkstein, um 1720         | in der Kirche St-Èvre (Lage) | PM55002146    | Inscrit      | 1991  |      |
| Erinnerungstafel an eine Messstiftung durch Claude Françoise Laurent        | Kalkstein, bezeichnet 1723 | in der Kirche St-Èvre (Lage) | PM55001200    | Classé       | 1995  |      |
| Erinnerungstafel an eine Messstiftung durch Pierre Laurent                  | Kalkstein, bezeichnet 1736 | in der Kirche St-Èvre (Lage) | PM55001201    | Classé       | 1995  |      |